# Sten Puke
Sten Johan Puke,  född den 2 juli 1897 i Stockholm, död där den 28 november 1974 (i Hässelby församling), var en svensk militär.
Puke blev fänrik vid Kustartilleriet 1918, löjtnant 1920 och kapten 1933. Han var lärare vid Sjökrigshögskolan 1934–1939. Puke befordrades till major 1940 och till överstelöjtnant 1943. Han var adjutant hos kronprinsen 1936–1950 och överadjutant hos denne efter tronbestigningen 1950–1973. Puke blev överste och chef för Karlskrona kustartilleriregemente 1947. Han var befälhavare i Vaxholms försvarsområde och chef för Stockholms kustartilleriförsvar 1953–1957. Puke invaldes som ledamot av Krigsvetenskapsakademien 1946 och av Örlogsmannasällskapet 1947. Han blev riddare av Svärdsorden 1939, av Vasaorden 1943 och av Nordstjärneorden 1949 samt kommendör av andra klassen av Svärdsorden 1951 och kommendör av första klassen 1954. Puke vilar på Norra begravningsplatsen utanför Stockholm.